# Порожній вираз
Порожній вираз обличчя (порожній погляд), також відомий як «покерфейс» (англ. poker face), — це вираз обличчя, що характеризується нейтральним розташуванням рис обличчя, що означає відсутність сильних емоцій. Він може бути викликаний відсутністю емоцій, депресією, нудьгою або легкою розгубленістю, наприклад, коли слухач не розуміє, що було сказано.
Іншою можливою причиною порожнього виразу є черепно-мозкова травма, наприклад струс мозку. Якщо когось щойно вдарили по голові, і він зберігає порожній або ошелешений вираз обличчя, це може попереджати про струс мозку.
Порожній вираз обличчя також можуть викликати психіатричні розлади, такі як шизофренія, параліч лицевого нерва та посттравматичний стресовий розлад.

## Беземоційне обличчя
Термін «покер фейс» описується як навмисно викликане порожнє вираз обличчя, яке має на меті приховати свої емоції, посилаючись на звичайну практику збереження самовладання під час гри в картковий покер. Цей термін походить від спеціальної мови, яка використовується в покері, і стосується не лише виразу обличчя людини, але й інших сторонніх рухів, які можуть дати уявлення про те, що вона відчуває, наприклад, стискання кулаків, притупування ногою або постійна зміна положення тіла та карт.
Перша зареєстрована публікація терміну «poker face» — це книга Кавендіша 1875 року. «Раунд ігор у карти», яка повідомляє: «Звідси випливає, що володіння гарним покерним обличчям є перевагою. Жоден, хто має будь-які претензії на хорошу гру, не видасть цінність своєї руки жестом, зміною обличчя чи будь-яким іншим симптомом».
Термін «poker face» використовувався поза грою в покер американськими спортивними журналістами в 1920-х роках для опису суперника, на якого не впливають стресові ситуації (важлива навичка під час гри в покер на гроші, щоб не дати опонентові жодної інформації про свої карти). Подібним чином воно використовується стосовно маркетологів і продавців під час ділових переговорів.

### Загальні довідники
- Jan Hargrave (2010). Poker Face: The Art of Analyzing Poker Tells. Kendall Hunt Pub Co. ISBN 978-0-7575-7789-5.
- David Naimark; Ansar Haroun (2011). Poker Face in Mental Health Practice: A Primer on Deception Analysis and Detection. W W Norton & Co Inc. ISBN 978-0-393-70699-4.

### Вбудовані цитати
1. ↑  Concussion: Causes, Symptoms, Diagnosis, Treatments, Prevention. Cleveland Clinic. Процитовано 21 вересня 2022.
2. ↑  Lack of Facial Expressions: Symptoms, Signs, Causes & Treatment. MedicineNet (англ.). Процитовано 21 вересня 2022.
3. ↑  Richard D. Harroch; Lou Krieger (2011). Poker For Dummies. For Dummies. с. 22. ISBN 978-1-118-05358-4.
4. ↑  Poker Face: The Meaning and History. PokerTube (амер.). Процитовано 21 вересня 2022.
5. ↑  How to Make & Keep a Poker Face | Poker Tutorials (англ.), процитовано 21 вересня 2022
6. ↑  Joey Lee Dillard (1985). Toward a social history of American English. Walter de Gruyter. с. 169. ISBN 3-11-010584-5.
7. ↑  Arnold S. Goldstein (1981). The Complete Guide to Buying and Selling a Business. Penguin Group USA. с. 154. ISBN 0-452-26111-2.